# 2 основно училище „Любен Каравелов“ (Русе)
Второ основно училище „Любен Каравелов“ в Русе се намира на адрес ул. „Велико Търново“ 19.

## История
Основно училище „Любен Каравелов“ е едно от най-старите учебни заведения в Русе. Съществува от 1870 г. като самостоятелно класно девическо училище. Първоначално се е помещавало в бившата ремонтирана сграда на гръцката митрополия, след като прогресивната българска общност изгонва от Русе гръцкия владика Синесий Червенски. Възниква като училище с 3 отделения, а впоследствие то нараства и се превръща в четвъртокласно. Момичетата са се обучавали по специална програма на девическите училища. В стремежа си да издигне девическото образование и да му даде известна професионална насоченост, русенската българска община търси да назначи образовани и добри учители. През първоначалния период в класното девическо училище с възрожденски ентусиазъм работят Никола Попов, Екатерина Каравелова, Магдалена Михалаки Георгиева, Антонина Мамарчева и др.
След Освобождението името и авторитетът на девическото училище нарастват. Около 1892 г. женското дружество „Добродетел“ построява едноетажна нова училищна сграда и се открива забавачница.
През 1909 година първите 3 класа от девическата гимназия „Княгина Евдокия“се отделят и образуват Първа девическа прогимназия с отделен директор и 16 учители. Учениците учат в двете сгради – новопостроената и старата, където се открива първото девическото училище. През 1912 г. Първа девическа прогимназия се разделя на две прогимназии, като учениците и учителският колектив се разделят на две. Първа девическа прогимназия остава да се помещава в двете сгради със 7 паралелки, 11 учители и същия директор. В приблизително такъв вид тя съществува до 1922 г., когато се превръща във Втора смесена прогимназия и с това се слага край на девическия период на училището. През 1928 г. се надстроява вторият етаж на новата сграда, а старата се събаря. Ако се съди от печата в летописната книга, Любен Каравелов става Патрон на училището през учебната 1932 – 1933 г. През 1936 г. е закрито първоначалното училище „Поп Нил Изворов“ и учениците му идват във Втора прогимназия „Любен Каравелов“. От тази година училището носи наименованието Второ народно основно училище „Любен Каравелов“.
През 1930–те и 1940–те години училището е методически център за квалификация на учителите от Русе. Ежегодишно се провеждат педагогически конференции на които се изнасят реферати и открити уроци. Като училище, което се намира на брега на река Дунав, в старата централна махала „Варош“, в него се обучават деца на тогавашния русенски елит.
Статутът на училището не се променя и след реформите на образованието по време на социализма. Запазва се и неговият авторитет като елитно учебно заведение с висококвалифицирани учители и успяващи ученици в областта на науката, изкуствата и спорта. По случай 100 – годишния юбилей през 1970 година, за постигнати високи резултати в учебно – възпитателния процес, училището е наградено с орден „Кирил и Методий“ I степен. През 1981 г. училището се премества в новопостроена сграда в същия квартал на ул. „Велико Търново“ № 19.

## Днес
Директор на ОУ „Любен Каравелов“ е Веселка Николаева, а заместник-директори са Деян Стайков и Маргарита Стоилова. Председател на училищното настоятелство е д-р Симеон Симеонов.
В него се обучават 486 ученици в 19 паралелки до 7 клас. Педагогическият екип включва 41 висококвалифицирани учители. Училището се слави с много добрата си подготовка и с това, че почти всички негови ученици продължават обучението си в елитни гимназии.